# سفر کاوشگری ماژلان
سفر ماژلان، که اغلب سفر ماژلان-الکانو نامیده می‌شود، یک سفر آغازشده از اسپانیا بود که در ابتدا توسط کاشف پرتغالی فردیناند ماژلان به سمت مولوکاس هدایت می‌شد. این سفر در سال ۱۵۱۹ از اسپانیا شروع شد و با اولین دور زدن جهان در سال ۱۵۲۲ توسط خوان سباستین الکانو اسپانیایی به پایان رسید.
این سفر به هدف اصلی خود دست یافت که یافتن یک مسیر غربی به مولوکا (جزایر ادویه) بود. این ناوگان در ۲۰ سپتامبر ۱۵۱۹ اسپانیا را ترک کرد، در سراسر اقیانوس اطلس و سواحل شرقی آمریکای جنوبی حرکت کرد و در نهایت تنگه ماژلان را کشف کرد و به آنها اجازه داد از اقیانوس آرام (که ماژلان نامش را بر آن گذاشته‌است) بگذرند. ناوگان اولین عبور از اقیانوس آرام را تکمیل کرد و در فیلیپین توقف کرد و در نهایت پس از دو سال به مولوکا رسید. خدمه با ذخایرِ عمدتا تمام‌شده به رهبری خوان سباستین الکانو سرانجام در ۶ سپتامبر ۱۵۲۲ به اسپانیا بازگشتند و از طریق آبهای تحت کنترل پرتغالی‌ها به سمت غرب در اطراف دماغه امید نیک حرکت کردند.

## بررسی‌های علمی
اولین بار اسماعیل بن علی ابوالفداء (۱۲۷۳–۱۳۳۱م) در کتاب خود تقویم البلدان ذکر کرد که جهانگردی که بسمت غرب حرکت می‌کند به دلیل حرکت بسمت غرب خورشید در تقویم خود یک روز کم میاورد و جهانگردی که سمت شرق پیش می‌رود به همان دلیل یک روز اضافه میاورد. این پدیده بعد از دو قرن توسط گروه ماژلان تجریه شد

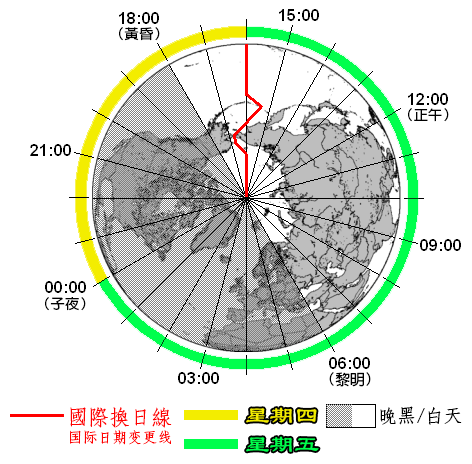
تفاوتهای زمان و روز در مکانهای مختلف

بعدها این پدیده منجر به قراردادن یک خط فرضی بعنوان خط بین‌المللی تقویم شد که روز تقویمی بر اساس آن محاسبه می‌شود و زمان ساعتها بازای هر ۱۵ درجه حرکت بسمت غرب یا شرق آن خط یکساعت به عقب یا جلو کشیده می‌شوند. بدین ترتیب ساعتهای شهرهای مختلف دنیا تنظیم شدند.